# Henry Paulson
Henry Merritt „Hank” Paulson, Jr. (ur. 28 marca 1946 w Palm Beach, Floryda) – amerykański polityk, ekonomista, sekretarz skarbu w administracji George’a W. Busha.
Wychowywał się na rodzinnej farmie w Illinois. Uczęszczał do Dartmouth College, następnie studiował w Harvard Business School (do 1970). Po studiach pracował w administracji Pentagonu jako asystent sekretarza obrony, a w 1972 przeszedł do administracji Białego Domu w okresie prezydentury Richarda Nixona, będąc asystentem jednego z bohaterów afery Watergate, Johna Ehrlichmana.
W 1974 r. Paulson podjął pracę w banku inwestycyjnym Goldman Sachs. Przechodził w tym banku kolejne szczeble kariery, zarówno w oddziałach lokalnych, jak i centrali, by w czerwcu 1998 zastąpić Jona Corzine na stanowisku prezesa i dyrektora wykonawczego. Podobnie jak kilku jego poprzedników na czele Goldman Sachs, m.in. Jon Corzine i Robert Rubin, przeszedł następnie do administracji państwowej. W maju 2006 po rezygnacji Johna Snowa prezydent George W. Bush mianował Paulsona sekretarzem skarbu. Senat zatwierdził jego kandydaturę pod koniec czerwca, Paulson został oficjalnie zaprzysiężony na stanowisku 10 lipca 2006.
W obliczu narastającego kryzysu finansowego w USA, Paulson wprowadził program ratunkowy, m.in. przekazując miliardowe dotacje państwowe na ratowanie zagrożonych instytucji finansowych (banku Bear Stearns, gigantów rynku kredytów hipotecznych Fannie Mae i Freddie Mac oraz potentata ubezpieczeniowego AIG).
Znany jest z działalności na rzecz środowiska naturalnego. Żonaty (żonę Wendy poznał w czasie studiów na Harvardzie), ma dwoje dzieci. Jest wyznawcą Stowarzyszenia Chrześcijańskiej Nauki.
Związany z Grupą Bilderberg.